# Хумеле
Хумеле (рум. Humele) — село у повіті Арджеш в Румунії. Входить до складу комуни Унгень.
Село розташоване на відстані 89 км на захід від Бухареста, 38 км на південь від Пітешть, 95 км на схід від Крайови, 135 км на південь від Брашова.

## Населення
За даними перепису населення 2002 року у селі проживали 860 осіб, з них 858 осіб (99,8%) румунів. Усі жителі села рідною мовою назвали румунську.